# Villadia goldmanii
Villadia goldmanii là một loài thực vật có hoa trong họ Crassulaceae. Loài này được (Rose) A. Berger miêu tả khoa học đầu tiên năm 1930.